# Paola Pezzo
Paola Pezzo (Bosco Chiesanuova, 8 de enero de 1969) es una deportista italiana que compitió en ciclismo de montaña en la disciplina de campo a través.
Participó en tres Juegos Olímpicos de Verano, entre los años 1996 y 2004, obteniendo en total dos medallas de oro, en Atlanta 1996 y Sídney 2000, ambas en la prueba de campo a través. Ganó 5 medallas en el Campeonato Mundial de Ciclismo de Montaña entre los años 1993 y 2000, y 4 medallas en el Campeonato Europeo de Ciclismo de Montaña entre los años 1994 y 2000.

## Palmarés internacional
| Juegos Olímpicos   | Juegos Olímpicos            | Juegos Olímpicos  | Juegos Olímpicos           |
| Año                | Lugar                       | Medalla           | Competición                |
| ------------------ | --------------------------- | ----------------- | -------------------------- |
| 1996               | Atlanta (Estados Unidos)    | Medalla de oro    | Campo a través             |
| 2000               | Sídney (Australia)          | Medalla de oro    | Campo a través             |
| Campeonato Mundial |                             |                   |                            |
| Año                | Lugar                       | Medalla           | Competición                |
| 1993               | Métabief (Francia)          | Medalla de oro    | Campo a través             |
| 1997               | Château-d'Œx (Suiza)        | Medalla de oro    | Campo a través             |
| 1999               | Åre (Suecia)                | Medalla de bronce | Campo a través             |
| 2000               | Sierra Nevada (España)      | Medalla de bronce | Campo a través             |
| 2000               | Sierra Nevada (España)      | Medalla de bronce | Campo a través por relevos |
| Campeonato Europeo |                             |                   |                            |
| Año                | Lugar                       | Medalla           | Competición                |
| 1994               | Métabief (Francia)          | Medalla de oro    | Campo a través             |
| 1996               | Bassano del Grappa (Italia) | Medalla de oro    | Campo a través             |
| 1999               | Porto de Mós (Portugal)     | Medalla de oro    | Campo a través             |
| 2000               | Rhenen (Países Bajos)       | Medalla de plata  | Campo a través             |